# Перти (озеро, Беломорский район)
Перти — озеро на территории Сосновецкого сельского поселения Беломорского района Республики Карелии.

## Общие сведения
Площадь озера — 2,5 км², площадь водосборного бассейна — 114 км². Располагается на высоте 124,5 метров над уровнем моря.
Форма озера лопастная, продолговатая: оно вытянуто с северо-запада на юго-восток. Берега изрезанные, каменисто-песчаные, местами заболоченные.
Через озеро протекает река Вара, впадающая в озеро Берёзовое. Последнее соединяется короткой протокой с озером Тунгудским, через которое протекает река Тунгуда, впадающая в реку Нижний Выг.
В озере расположено не менее семи безымянных островов различной площади.
К юго-востоку от озера проходит просёлочная дорога.
Код объекта в государственном водном реестре — 02020001311102000008678.